# دان بويل (لاعب هوكي جليد)
دان بويل هو لاعب هوكي جليد كندي، ولد في 12 يوليو 1976 في أوتاوا في كندا.

## وصلات خارجية
- دان بويل على موقع دوري الهوكي الوطني (الإنجليزية)
- دان بويل على موقع قاعة مشاهير الهوكي (لاعب أن.إتش.أل) (الإنجليزية)
- دان بويل على موقع EliteProspects.com (الإنجليزية)
- دان بويل على موقع Eurohockey.com (الإنجليزية)
- دان بويل على موقع HockeyDB.com (الإنجليزية)
- دان بويل على موقع Hockey-Reference.com (الإنجليزية)
- دان بويل على موقع أوليمبيديا (الإنجليزية)